# NS2B

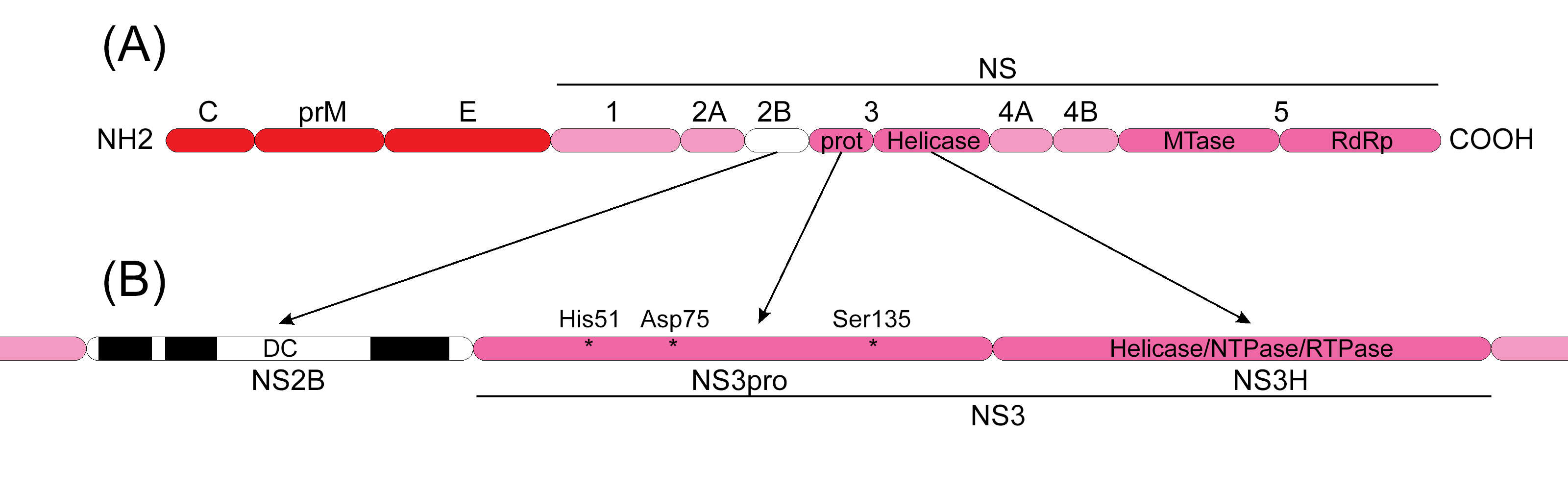
Esquema do genoma do DENV. (A) Em vermelho estão representados os genes codificadores das proteínas estruturais do vírus: C, prM e E. Em rosa estão representadas os genes codificadores das proteínas não estruturais do vírus. Os domínios de protease e helicase da NS3 e os domínios de S-adenosilmetionina metiltransferase (MTase) e RNA polimerase (RdRp) da NS5 estão indicados. (B) As regiões hidrofóbicas flaqueando o domínio cofator da NS2B estão indicadas em preto. DC: domínio cofator. O domínio de protease com sua tríade catalítica indicada por * e o domínio de RTPase/NTPase/Helicase da NS3 estão indicados. Informações retiradas de QI, et al. ABBS (2008). 40 (2): 91-101. Imagem feita por Davidson de Almeida.

NS2B é uma das proteínas não estruturais do vírus da dengue. Funciona como cofator essencial da atividade
enzimática serino protease da região amino-terminal da proteína NS3.
Sua região central é constituída por 40 aminoácidos hidrofílicos conservados e é o domínio fundamental como cofator da NS3. Essa região hidrofílica é flanqueada por três regiões hidrofóbicas: duas na região N-terminal e uma na região C-terminal da proteína. Acredita-se que a função das regiões hidrofóbicas que flanqueiam esse domínio hidrofílico é ancorar a NS2B na membrana do retículo endoplasmático da célula hospedeira, mantendo o complexo proteolítico associado à superfície dessa organela.

## Ver Também
- Vírus da Dengue
- Dengue